# Benzingia jarae
Benzingia jarae là một loài thực vật có hoa trong họ Lan. Loài này được (D.E.Benn. & Christenson) Dressler mô tả khoa học đầu tiên năm 2010.